# Brendan Donnelly
Brendan Patrick Donnelly (ur. 25 sierpnia 1950 w Londynie) – brytyjski polityk, poseł do Parlamentu Europejskiego IV kadencji.

## Życiorys
Kształcił się na Uniwersytecie Oksfordzkim. Pracował w Foreign Office, Parlamencie Europejskim i Komisji Europejskiej.
Był działaczem Partii Konserwatywnej. W 1994 z jej ramienia uzyskał mandat eurodeputowanego, wchodząc w skład frakcji chadeckiej. Opuścił ugrupowanie torysów, współtworząc później dążącą do pełnej integracji europejskiej formację pod nazwą Pro-Euro Conservative Party. W 1999 nie uzyskał reelekcji, przez jakiś czas działał w Liberalnych Demokratach, w 2009 i w 2014 kandydował ponownie do PE z ramienia niewielkich proeuropejskich ugrupowań.
W 2003 został dyrektorem instytutu badawczego Federal Trust, do 2010 kierował także Federal Union, działającą od 1938 instytucją lobbującą za federalizmem europejskim.